# Ian Anderson

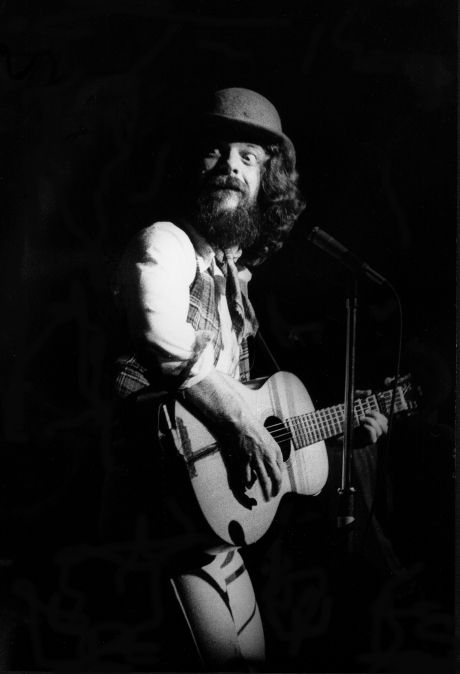
Ian Anderson în 1978, la un concert la Londra

Ian Scott Anderson, MBE (n. 10 august 1947) este un cântăreț, textier și multi-instrumentalist britanic, cel mai cunoscut pentru activitatea cu trupa rock britanică Jethro Tull al cărei lider era și este în continuare.

## Discografie solo
- Walk into Light (18 noiembrie 1983)
- Divinities: Twelve Dances with God (2 mai 1995)
- The Secret Language of Birds (6 martie 2000)
- Rupi's Dance (19 august 2003)
- Ian Anderson Plays the Orchestral Jethro Tull (6 iunie 2005)
- Thick as a Brick 2 (2012)
- Homo Erraticus (2014)
- Thick as a Brick - Live in Iceland (2014)
- Jethro Tull - The String Quartets (2017)